# آق تقه
آق تقه، روستایی از توابع بخش مرکزی شهرستان مراوه تپه در استان گلستان ایران است.

## جمعیت
این روستا در دهستان زاوکوه قرار دارد و براساس سرشماری مرکز آمار ایران در سال ۱۳۸۵، جمعیت آن ۴۶۱ نفر (۹۸خانوار) بوده‌است.